# Ed Warby
Ed Warby (* 7. März 1968 in Rotterdam) ist ein niederländischer Schlagzeuger. Bekannt wurde er als Bandmitglied von Gorefest und Studiomusiker für Ayreon.
Im Alter von zwölf Jahren erhielt Ed Warby von seinen Eltern das erste Schlagzeug. Als entscheidender Punkt in seiner Laufbahn bezeichnet Ed Warby die Entdeckung, dass der Schlagzeuger Cozy Powell nicht nur eine, sondern zwei Basstrommeln verwendete.
1982 gründete Ed Warby die Band Agressor. Nach der Auflösung der Band, spielte er für verschiedene lokale Formationen in Rotterdam und wechselte 1987 zur die niederländischen Power-Metal-Band Elegy. Nach dem Elegy-Debüt-Album Labyrinth of Dreams ersetzte er 1992 Marc Hoogendoorn bei Gorefest. 1998 wurde Arjen Lucassen auf ihn aufmerksam und engagierte ihn in der folgenden Zeit für verschiedene Aufnahmen für das Projekt Ayreon. So spielte Warby nahezu alle Schlagzeug-Parts der Ayreon-Alben, inklusive der Neuaufnahme zu Actual Fantasy. Darüber hinaus wirkte Warby noch bei weiteren Projekten von Arjen Lucassen wie Star One und The Gentle Storm mit. Von 2006 bis 2017 gehörte Warby der Death-Metal-Band Hail of Bullets an, mit der er drei Studioalben veröffentlichte. Im Jahre 2016 gründete Warby zusammen mit der ehemaligen The-Gathering-Sängerin Anneke van Giersbergen die Band Vuur.
Von 2004 bis 2007 wurde Warby vom Schlagzeug-Magazin Slagwerkwereld viermal hintereinander zum besten Schlagzeuger der Benelux-Staaten gewählt.